# Медаль «За полезное 1812 года»
Медаль «За полезное 1812 года» — медаль Российской империи, которой были награждены три человека.

## Основные сведения
Медаль «За полезное 1812 года» была учреждена Александром I 2 (14) февраля 1812 года, одновременно с медалью «1812 года». Указ об учреждении был объявлен министру финансов Д. А. Гурьеву министром иностранных дел Н. П. Румянцевым. Есть сведения о трёх награждённых.
Д. И. Петерс оценивает эту медаль, а также медаль «1812 года», как своеобразный памятник взаимоотношений между Российской империей и Кокандским ханством в первой четверти XIX века.

## Награждение
Известно, что Кокандское ханство и Российская империя в начале XIX века стремились установить торговые отношения. Так, генерал Г. И. Глазенап, командующий войсками сибирской линии, 5 декабря 1810 года сообщал Н. П. Румянцеву, министру иностранных дел, о желании кокандского хана отправить делегацию в Санкт-Петербург к императору. Румянцев в январе 1811 года сообщил Глазенапу о согласии императора на это. Глазенап в феврале 1811 года решил сообщить об этом хану Коканда и отправил к нему переводчика Кульмамета (Куль-Магомета) Мамедиарова, имевшего чин титулярного советника, вместе с небольшим казачьим отрядом. Вместе с Мамедиаровым по своей воле поехали старшина Ботакан Куромсин и мулла Ташбулат Бикбулатов. 30 сентября 1811 года Глазенап сообщал Румянцеву, что Мамедиаров справился с задачей, и ходатайствовал о его награждении.
Мамедиаров, Куромсин и Бикбулатов, а также делегаты от кокандского хана Умар-хана (Омар-хана), Рахматулла Куш Багатуров и Шекур Агалык Алтыбасаров, отправились в Санкт-Петербург и прибыли туда в конце 1811 года. Багатуров и Алтыбасаров вели переговоры с Румянцевым и были приняты Александром I. По представлению Румянцева Мамедиаров, Куромсин и Бикбулатов были награждены «в знак особого благоволения» медалью с надписью «За полезное 1812 года». Медали были отчеканены на Санкт-Петербургском монетном дворе в конце февраля 1812 года и выданы награждённым. Таким образом, известно о трёх награждениях данной медалью.
Кокандские посланники получили для Умар-хана грамоту от императора, ценные подарки и в марте 1812 года поехали обратно; летом они прибыли в Петропавловск, но в Коканд не вернулись, так как вскоре умерли по разным причинам. Для завершения дипломатической миссии летом 1813 года в Кокандское ханство был направлен Ф. М. Назаров, пробывший там год и успешно завершивший миссию.

## Описание медали
Медаль была сделана из золота. Диаметр 38 мм. На лицевой стороне медали изображён портрет Александра I, обращённый вправо. Вдоль края медали по окружности надпись: «АЛЕКСАНДРЪ ПЕРВОЙ Б.М.ИМПЕРАТОРЪ ВСЕРОСС.» На оборотной стороне медали горизонтальная надпись в три строки: «ЗА ПОЛЕЗНОЕ 1812 ГОДА» и черта под надписью.
В источниках нет сведений о сохранившихся оттисках медали, а также нет сведений об изображениях медали, сделанных современниками.

## Порядок ношения
Медаль имела ушко для крепления к ленте. Носить медаль следовало на шее. Лента медали — Аннинская.